# 農業部水產試驗所澎湖漁業生物研究中心

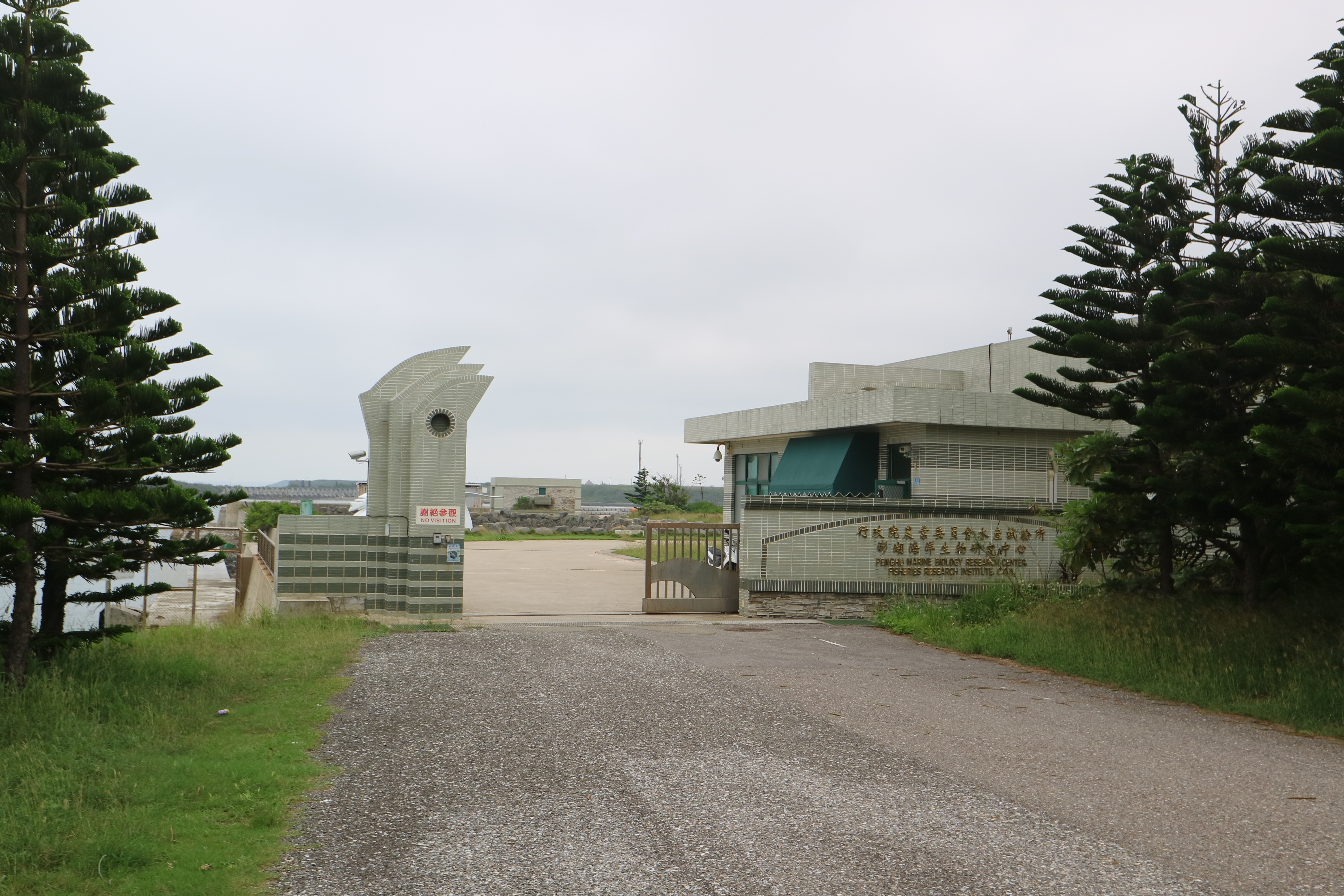
澎湖漁業生物研究中心大門。

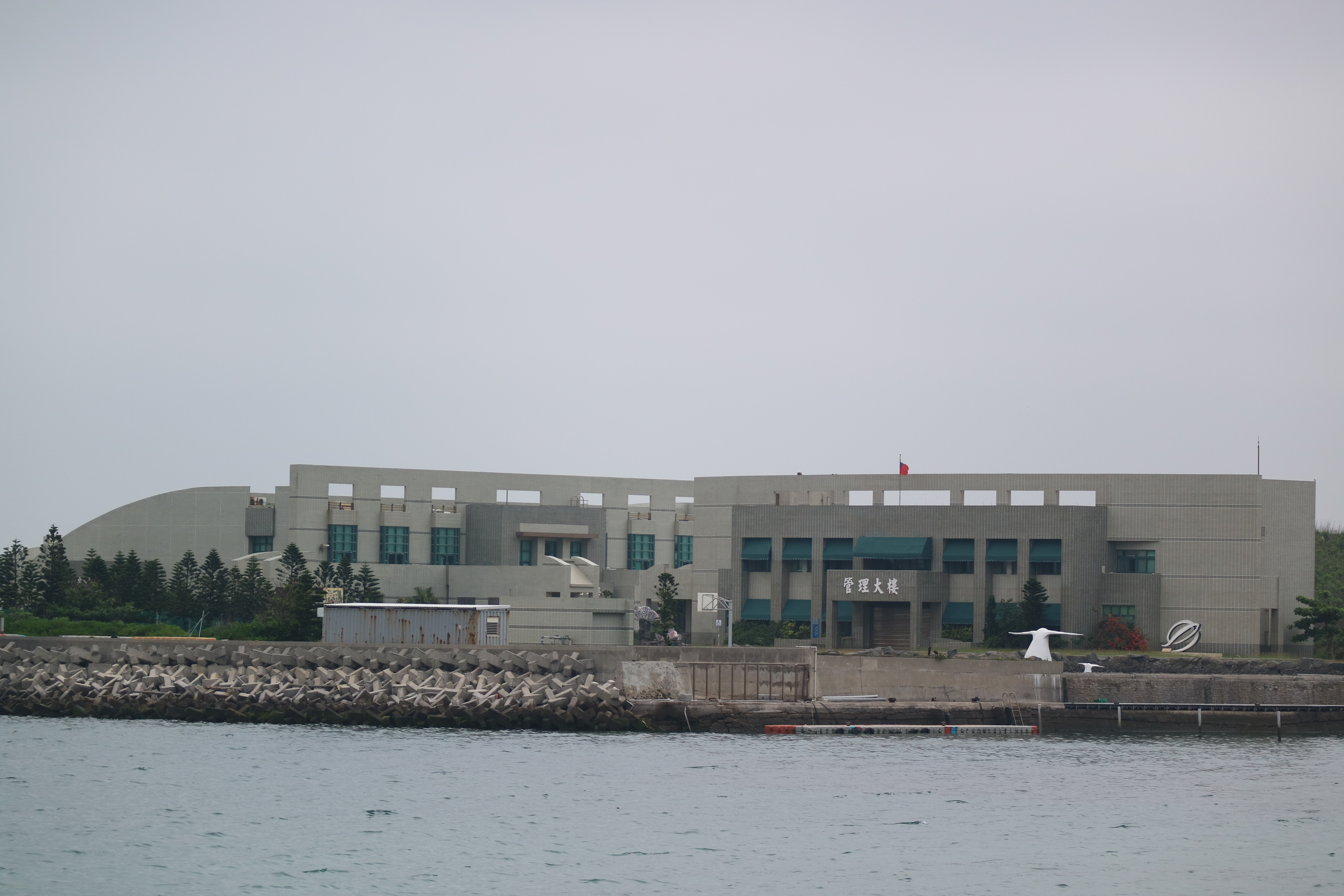
澎湖漁業生物研究中心管理大樓遠觀。

農業部水產試驗所澎湖漁業生物研究中心位於臺灣澎湖縣馬公市，為為農業部水產試驗所轄下的海洋生物研究中心，下轄有白沙養殖場、大菓葉養殖場等研究設施，該中心前身為水產試驗所澎湖分所，目前國家水產生物種原庫馬公支庫完工後也移撥至澎湖研究中心管理，稱為馬公種原庫。

## 沿革

### 水產試驗所澎湖分所時期
1971年4月20日臺灣省水產試驗所奉省政府調查澎湖近海漁海況及珊瑚漁業調查之業務，核准於澎湖縣馬公市成立馬公工作站，成立初期暫時商借馬公區漁會行政大樓二樓作為辦公室，1973年馬公工作站升格為臺灣省水產試驗所澎湖分所，並於隔年在白沙鄉岐頭村興建研究大樓及養殖池，竣工後分所人員全員遷移至白沙鄉的行政中心辦公，自此澎湖分所擁有自己的辦公中心。
1976年為改善與提升澎湖地區的水產加工事業品質，獲中央政府移撥澎湖海事水產職業學校的實習工廠，並獲得經費將工廠重新整修改建，1962年10月3日完成後澎湖分所將漁業、加工及行政等業務之辦理人員遷移回馬公市新完工的實習工廠，作為澎湖分所行政中心使用，而原白沙鄉行政中心改制為養殖試驗之用，稱為白沙養殖場。1983年因應業務擴充需要，於西嶼鄉大果葉村新建養殖場及辦公室一座，負責辦理海洋牧場示範區之業務，稱為大果葉養殖場。隔年馬公市的行政中心增加漁業資源保育之業務。
1989年獲預算打造30噸級近沿海試驗船一艘，於1991年完工首航，並命名為海安號，駐地於馬公港區，負責澎湖地區的鰆魚、鰛鎖管、蝦蟹等漁業之漁撈試驗與資源調查工作，以及澎湖內海、外圍海域的浮游動物、仔稚魚調查，建立漁業資源及海域環境生態之長期調查資料。
1996年澎湖分所於白沙鄉岐頭村的白沙繁殖場新建一棟兩層樓建築，成立澎湖水族館，一樓展示區劃分為沿岸生態、珊瑚礁生態以及大洋生態三個展示區，二樓則作為海洋漁業、水產養殖、海洋生態等不定期展出的特展專區。
1999年因應臺灣省政府精省，原隸屬於省政府轄下的各級農漁業試驗機關改隸屬於行政院農業委員會，水產試驗所澎湖分所一併改隸屬於農委會轄下。

### 水產試驗所澎湖海洋生物研究中心時期
2002年水產試驗所澎湖分所與澎湖水族館合併改制為行政院農業委員會水產試驗所澎湖海洋生物研究中心，因應1998年水產試驗所啟動的國家水產生物種原庫計畫，水試所於2000年起開始編列預算，分兩期推動國家水產生物種原庫計畫，第一期彰化縣鹿港種原庫與澎湖縣馬公種原庫於2001~2005年間推動，馬公種原庫選址於馬公本島內海南側青灣海域附近，原址原為澎湖縣栽培漁業中心的預定地，於2000年6月移撥給水產試驗所澎湖分所。
馬公種原庫在2004年7月5日動工，總工程經費新臺幣2億6,630萬元，2005年11月2日完工啟用，總占地面積近6公頃，主要負責澎湖海域重要海水種類之保種與育種，並結合澎湖海域優異生態條件進行棲地保種、優良種苗放流等方式，厚植臺灣水產養殖、海洋牧場與栽培漁業發展之根基。
2022年3月行政院3月修正通過「建構漁業資源永續暨因應氣候變遷研發基礎能量之升級中長程計畫」案新建3艘海洋試驗船，其中一艘100噸級將接替目前澎湖海洋生物研究中心所屬，船齡已32年的海安號，新造試驗船由印尼巴淡島PT United Sindo Perkasa造船廠承包，於該年4月7日起造、6月30日完成安放龍骨，預定於2023年底完成交船。
2022年4月8日澎湖海生中心於馬公市區的行政中心拆除改建，改建工程由聯合打開建築師事務所、昇杰營造得標興建，並將改為澎湖種原庫棲地保種研究室，成為臺灣第一座海洋種原庫棲地保種研究室，其他附屬設施與功能包含水產加值打樣中心、漁業標本典藏展示與基因體保存，當日舉行動土典禮，由水產試驗所長陳君如主持典禮，改建工程預計在2023年初完工啟用。

### 水試所澎湖漁業研究中心時期
2023年8月1日起隨農委會升格為農業部，更名為「農業部水產試驗所澎湖漁業研究中心」。

## 組織架構
澎湖漁業生物研究中心於水試所澎湖分所時期，設有副研究員兼任分所長一人、副研究員3人、助理研究員2人、助理1人、約聘技師2人、約聘技術員8人、約聘雇員2人、書記1人、技工7人、司機1人、電工1人，臨時長期工人5人，以及短期工人8人，總員額達42人，目前改制為澎湖漁業生物研究中心後，研究員兼任主任一職。

## 研究設施
擁有四處研究場域，包含馬公市區兩層樓的行政中心(現暫移馬公種原庫)，占地0.1556公頃，設有研究室、辦公區域、研究圖書館，以及水產加工廠。白沙養殖場占地4.0972公頃，設有兩層樓研究大樓，其中澎湖水族館就附屬於此的一樓，其他包含種魚室、育苗室、餌料培養室等，室外設施包含培養池40口。大菓葉養殖場占地面積0.4481公頃，設有三層樓研究大樓，並有3公頃之海洋牧場養殖試驗區，內配有箱網10組。
馬公種原庫研究設施包含管理大樓，負責棲地保種物種調查研究與冷凍組織保存，資訊中心、魚類研究大樓，園區內最主要的保種空間，保種物種包括豹鱠、象牙鳳螺、鱟和觀賞蝦等、棲地保種研究室、餌料生物研究室，與戶外養殖設施等。

## 推廣業務
主要推廣業務包含澎湖沿近岸海域漁業資源結構及作業動態調查，分析近岸漁業資源組成結構及船筏作業熱點，建立生物資料庫，提供澎湖縣政府漁政機關擬定或調整漁業資源管理政策之參考資訊。並進行澎湖海域重要水產生物種原保種及應用培育，包含象牙鳳螺、豹鱠、海馬、遠海梭子蟹、澎湖章魚、淺蜊等種原保種技術及建立資料庫，提供養殖產業應用，以及透過新式放流方式增裕漁業資源。另進行丁香魚休閒食品、海馬機能性成分萃取及功能評估的技術改良等。
養殖場功能包含海水觀賞魚、蝦與海馬之繁養殖及種苗量產技術，虎斑烏賊及萊氏擬烏賊等頭足類海生動物的繁養殖技術，淺蜊、硬殼淺蜊及硨磲蛤等經濟性二枚貝的人工繁養殖技術等。